# Abdou Diallo
Abdou-Lakhad Diallo, cunoscut sub numele de Abdou Diallo, (n. 4 mai 1996, Tours, Franța) este un fotbalist francez și senegalez, care joacă pe post de fundaș central sau fundaș la Al-Arabi în Qatar Stars League. Pe plan internațional, are prezențe la națională pentru Franța U16⁠(d), Franța U17⁠(d), Franța U18⁠(d) și Franța U19⁠(d).

## Cariera

### Monaco
Născut în Tours, Diallo s-a alăturat academiei de tineret din Monaco la vârsta de 15 ani  Pe 28 martie 2014, a semnat primul său contract profesionist cu clubul. Vicepreședintele clubului, Vadim Vasilyev a comentat că Diallo „se încadrează perfect în proiectul nostru sportiv. Are mult talent și sperăm că va continua să progreseze alături de marii jucători ai AS Monaco”.  Pe 14 decembrie, a debutat la prima echipă, înlocuind Bernardo Silva în prelungiri ale victoriei cu 1-0 în campionat împotriva lui Marseille. 
În iunie 2015, Diallo a fost împrumutat clubului belgian Zulte Waregem pentru sezonul 2015-16.  În timpul perioadei sale la club, el a jucat pe un post ofensiv, marcând trei goluri în 33 de meciuri de ligă.  În decembrie 2016, au apărut zvonuri în presă că clubul spaniol Real Betis era interesat să-l transfere. A jucat cinci meciuri în campionat în sezonul 2016-17, echipa sa câștigând titlul.

### Mainz 05
Pe 14 iulie 2017, Diallo a atras atenția clubului Mainz 05 din Bundesliga cu care a semnat un contract pe cinci ani. Pe 9 septembrie, el a marcat primul său gol pentru club într-o victorie cu 3-1 în ligă împotriva lui Bayer Leverkusen.

### Paris Saint-Germain
Pe 16 iulie 2019, Diallo a semnat cu Paris Saint-Germain (PSG) până în iunie 2024. A fost transferat pentru 32 de milioane de euro.

## Titluri
Monaco
- Ligue 1: 2016–17 [14]

Paris Saint-Germain
- Liga 1: 2019–20, [15] 2021–22 [16]
- Cupa Franței: 2019–20, [17] 2020–21 [18]
- Coupe de la Ligue: 2019–20 [19]
- Trophée des Campioni : 2019, [20] 2020, [21] 2022 [22]
- Vicecampion UEFA Champions League: 2019–20 [23]

RB Leipzig
- DFB-Pokal: 2022–23 [24]

Senegal
- Cupa Africii pe Națiuni: 2021 [25]

Individual
- Marel Ofițer al Ordinului Național al Leului: 2022 [26]